# 民間資金等の活用による公共施設等の整備等の促進に関する法律
民間資金等の活用による公共施設等の整備等の促進に関する法律（みんかんしきんとうのかつようによるこうきょうしせつとうのせいびとうのそくしんにかんするほうりつ、平成11年7月30日法律第117号）は、国、地方公共団体等が行ってきた公共施設等の企画、建設、維持管理、運営を民間に委ねる方式を導入するPFIに関する日本の法律である。
所管官庁は、内閣府経済社会システム担当政策統括官職の下に置かれる、民間資金等活用事業推進室である。

## 構成
- 目次
- 第1章　総則（第1条―第3条）
- 第2章　基本方針等（第4条）
- 第3章　特定事業の実施等（第5条―第15条）
- 第4章　公共施設等運営権（第16条―第30条）
- 第5章 株式会社民間資金等活用事業推進機構による特定選定事業等の支援等
  - 第1節 総則（第31条―第36条）
  - 第2節 設立（第37条―第42条）
  - 第3節 管理 
    - 第1款 取締役等（第43条・第44条）
    - 第2款 民間資金等活用事業支援委員会（第45条―第50条）
    - 第3款 定款の変更（第51条）

  - 第4節 業務
    - 第1款 業務の範囲（第52条）
    - 第2款 支援基準（第53条）
    - 第3款 業務の実施（第54条―第56条）

  - 第5節 情報の提供等（第57条）
  - 第6節 財務及び会計（第58条―第61条）
  - 第7節 監督（第62条―第65条）
  - 第8節 解散等（第66条・第67条）
- 第6章 選定事業に対する特別の措置（第68条―第82条）
- 第7章 民間資金等活用事業推進会議等（第83条―第86条）
- 第8章 雑則（第87条）
- 第9章 罰則（第88条―第94条）
- 附則

## 事例
- ナッチャンWorld